# 风火之旅
《风火之旅》是一款在中国大陆由北京林果日盛科技有限公司製作的MMORPG（大型多人在线角色扮演游戏）。《风火之旅》采用3D引擎制作，是一款写实类画面风格风格的即时战斗游戏。游戏的背景设定为秦朝。风火之旅是一款免费游戏，即玩家不用为在线时间付费。